# Colton Parayko
Colton Parayko (ur. 12 maja 1993 w St. Albert, Alberta) – hokeista kanadyjski, gracz ligi NHL, reprezentant Kanady.

## Kariera klubowa
- University of Alaska-Fairbanks (2012 – 12.03.2015)
- St. Louis Blues (12.03.2015 – nadal)
  -  Chicago Wolves (2015)

## Kariera reprezentacyjna
- Reprezentant Ameryki Północnej na PŚ w 2016
- Reprezentant Kanady na MŚ w 2017
- Reprezentant Kanady na MŚ w 2018

## Sukcesy
Reprezentacyjne
- Srebrny medal z reprezentacją Kanady na MŚ w 2017

Klubowe
- Puchar Stanleya: 2019 z St. Louis Blues